# Údolní nádrž Skalka
Údolní nádrž Skalka är en reservoar i Tjeckien. Den ligger i den västra delen av landet, 150 km väster om huvudstaden Prag. Údolní nádrž Skalka ligger 602 meter över havet.  I omgivningarna runt Údolní nádrž Skalka växer i huvudsak blandskog.